# Deepika

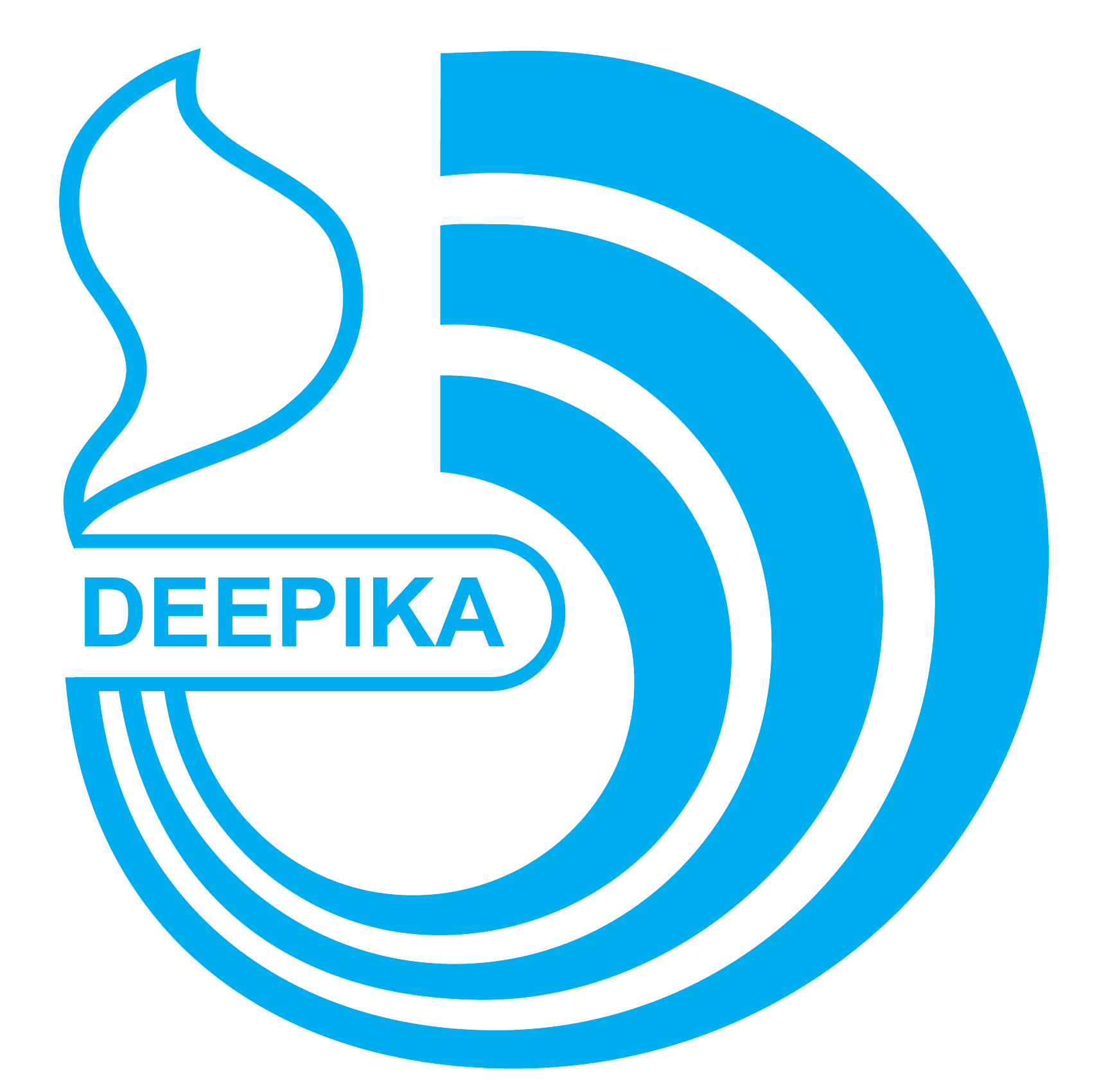
logo

Deepika ('Lamp') is een Malayalam-krant, die uitkomt in de Indiase deelstaat Kerala. Het is een broadsheet en werd opgericht in 1887, waarmee het een van de oudste kranten van India is en de oudste Malayalam-krant. Vanaf de oprichting werd de krant gestuurd door de Syro-Malabar-katholieke Kerk van Kerala en het blad wordt nog steeds voornamelijk gelezen door aanhangers van dit geloof. Het dagblad komt uit in verschillende edities: Kottayam, Kochi, Kannur, Thrissur, Thiruvananthapuram en Kozhikode. De eigenaar is Rashtra Deepika Ltd.. 

## Geschiedenis
De krant werd opgericht door een priester van het Syrisch christelijke geloof: het eerste nummer verscheen op 15 april 1887. Het was een blad voor de Syrische katholieken ('Nasrani's'). Vanaf het begin werd het geleid door de Carmelites of Mary Immaculate. In 1989 werd de leiding overgedragen aan een Public limited company, Rashtra Deepika Ltd., een onderneming die tegenwoordig eigenaar is van verschillende publicaties, zoals de avondkrant Rashtra Deepika. 
Rond 2004 kwam de onderneming in financiële problemen, waarna een moslim-ondernemer, M.A. Pharis, bereid bleek rentevrij geld te lenen om Deepika te ondersteunen. Het bedrag groeide uit tot zo'n 10 crore roepies. Pharis kreeg een plaats in de Raad van bestuur en kreeg gaandeweg ook steeds meer macht over de inhoud van de krant, die hij onder meer inzette in een strijd tussen enkele leiders van de communistische partij van Kerala. Een en ander leidde tot verzet binnen de kerk. Na veel stevige onderhandelingen tussen de kerk en Pharis, wist de krant zich in januari 2008 uiteindelijk te bevrijden van de ondernemer.